# Blaser R93 Tactical
O Blaser R93 Tactical é um fuzil de precisão de ação por ferrolho de tração direta alemão, baseado no projeto do Blaser R93. Tem como variantes o Blaser LRS 2 e o Tactical 2. É utilizado pelas forças policiais alemãs e holandesas, bem como pelas unidades militares e policiais especiais australianas. Os fuzis foram fabricados pelo fabricante alemão de armas de fogo Blaser.
É utilizado pelo Comando de Operações Táticas (COT) da Polícia Federal no Brasil.